# ADOR
ADOR（韓語：어도어）是一間韓國的娛樂經紀公司。ADOR為「All Doors One Room」的縮寫，2021年於韓國成立，是HYBE旗下的子公司。

## 歷史
2021年11月1日，ADOR從HYBE旗下子公司SOURCE MUSIC分割成立。11月12日，HYBE正式宣布成立新廠牌ADOR（All Doors One Room），閔熙珍CBO被選為代表理事，作為在HYBE的多重廠牌體制下的獨立廠牌，將展開未嘗試過的差異化事業。
2022年3月3日，閔熙珍宣布預計於同年第三季推出旗下第一個女團；8月1日，旗下第一個女團NewJeans正式出道。
2024年4月21日，母公司HYBE指控閔熙珍濫用職權傳遞公司內部情報，並密謀奪取ADOR的經營權並使其獨立。同日，HYBE對閔熙珍展開內部調查，並發信通知閔熙珍辭去ADOR代表理事一職。8月27日，召開理事會，宣佈任命公司內部理事金周永爲新任代表理事，閔熙珍將辭去代表理事，繼續擔任內部理事的職務。
2024年11月28日，NewJeans召開緊急記者會，宣布29日起和ADOR正式解約。對此公司發表聲明「ADOR作為專屬合約的一方，沒有違反合約，單方面聲稱信任被破壞，不能成為解除合約的理由。ADOR與NewJeans成員之間簽訂的專屬合約仍然有效。」

## 旗下藝人

### 合約爭議
- NewJeans

## 外部連結
- 官方网站
- ADOR的X（前Twitter）
- ADOR的Instagram帳戶
- YouTube上的ADOR播放列表 (HYBE LABELS頻道)